# Therates apiceflavus
Therates apiceflavus (лат.) — вид жуков-скакунов рода Therates из семейства жужелицы (Carabidae).

## Распространение
Лаос (Houaphan, Borikhamxai).

## Описание
Длина от 6,1 до 7,8 мм. Тело с металлическим блеском. От близких видов отличается сочетанием жёлтой вершины надкрылий, длинной плечевой лунки и остроугольной центральной точки. Голова блестящая зеленовато-чёрная. Мандибулы желтоватые, зубцы по краю буроватые. Верхняя губа равной ширины и длины, желтоватая, с шестью вершинными зубцами (7 у самцов) и одним боковым зубцом. Губные и максиллярные щупики желтоватые. Наличник голый. Лоб гладкий, с поперечной бороздой в задней части. Переднеспинка блестящая зеленовато-чёрная, её длина равна ширине, сужена спереди и сзади. Надкрылья блестящие чёрные с коричневато-жёлтыми отметинами. Брюшная сторона чёрная. Ноги желтоватые, голени и челюсти несколько затемнены дистально.